# Константин Грабован
Константин Грабован (Осијек, 1761. – 1804.) био је српски иконописац активан крајем 18. и почеткм 19. века.

## Биографија
Константин Грабован је 1795. са Лазаром Мејићем сликао иконостас цркве у Славонском Кобашу. 1802. насликао је икону на мермерном крсту у порти српске православне цркве у Осијеку.
Константинов отац Јован, такође је био сликар и иконописац.